# جريدة الفيحاء
جريدة الفيحاء، صحيفة يومية دمشقية صدر عددها الأول في 2 تشرين الثاني 1947 والأخير يوم 8 آذار 1963.
كانت جريدة الفيحاء من أولى الصحف التي ولدت في عهد الاستقلال، تصدر بأربع صفحات من القطع المتوسط، وكانت محسوبة على رئيس الجمهورية شكري القوتلي. وكان صاحبها ورئيس التحرير سعيد تلّاوي قد عَمل لفترة وجيزة سكرتيراً صحفياً للرئيس القوتلي عام 1943. وبعد الإطاحة بحكم القوتلي سنة 1949، أمر مهندس الإنقلاب الأول حسني الزعيم بسحب ترخيص جريدة الفيحاء، نظراً لقربها من الرئيس المخلوع. وقد ظلّت محتجبة طوال فترة حكم حسني الزعيم حتى شهر نيسان 1950. أغلقت مجدداً في زمن الوحدة مع مصر وعادت في عهد الرئيس ناظم القدسي يوم 27 كانون الأول 1961، ليتم إغلاقها نهائياً بعد وصول حزب البعث إلى الحكم يوم 8 آذار 1963.